# Китанин, Роман Александрович
Рома́н Алекса́ндрович Кита́нин (1 января 1978, пгт. Тамала, Пензенская область — 2 июня 2007, с. Солнечное, Дагестан) — начальник разведки 375 батальона 102-й отдельной бригады оперативного назначения Северо-Кавказского военного округа Внутренних войск МВД России, майор. Герой Российской Федерации (2007).

## Биография
Родился 1 января 1978 года в рабочем посёлке Тамала Пензенской области. Русский. В 1995 году окончил Тамалинскую среднюю школу № 1 с серебряной медалью.
В Вооруженных Силах РФ с 1995 года. Окончил с отличием Саратовский военный институт внутренних войск МВД России. Был направлен для дальнейшего прохождения службы в Северо-Кавказский округ внутренних войск МВД России.
В 2007 году начальник разведки 102-й отдельной бригады внутренних войск майор Р. А. Китанин выполнял служебно-боевые задачи в Северо-Кавказском регионе.
2 июня 2007 года разведывательная группа, которую возглавлял майор Китанин, вышла на оперативно-розыскные мероприятия в районе населённого пункта Солнечное Хасавюртовского района Республики Дагестан. При зачистке лесного массива группа попала в засаду боевиков. В ходе боя, двигаясь направляющим в группе, Роман Китанин первый принял огонь на себя, тем самым дал возможность остальным военнослужащим занять боевые позиции. Ценой собственной жизни он спас своих подчинённых. На месте боя было найдено 3 тела убитых боевиков, но судя по крови и следам волочения, их было уничтожено больше. Все они входили в бандгруппу некоего Башаева, совершившего ряд дерзких нападений на сотрудников правоохранительных органов и военнослужащих. Три автомата, два пистолета, гранаты, самодельные взрывные устройства — лишь неполный арсенал обнаруженного и изъятого разведгруппой майора Романа Китанина. Потери разведгруппы в этом бою составили 2 человека убитыми и 1 раненый. Похоронен в рабочем посёлке Тамала Пензенской области.
Указом Президента Российской Федерации № 1034 от 7 августа 2007 года за мужество и героизм, проявленные при исполнении воинского долга в Северо-Кавказском регионе России, майору Китанину Роману Александровичу присвоено звание Героя Российской Федерации (посмертно).
10 ноября 2007 года в городе Пенза в Областном драматическом театре на торжественном мероприятии, посвящённом Дню милиции, состоялась передача звезды Героя России родственникам Р. А. Китанина. Награду передал лично заместитель министра внутренних дел России — главнокомандующий внутренними войсками МВД России генерал армии Николай Рогожкин.

## Награды и почётные звания
- Герой Российской Федерации (07.08.2007, медаль «Золотая Звезда» № 889).
- Медаль Суворова (29.12.2005)
- Медаль «За службу в спецназе» (награда общественно-политического движения «Русь»)

6 июня 2007 года решением Совета Краповых беретов отряда специального назначения «Витязь» за проявленное мужество и героизм майору Р. А. Китанину вручен Краповый берет (посмертно).

## Память

Бюст на новой Аллее Героев в Тамале

- 3 сентября 2007 года в Тамалинской средней школе № 1, где учился Герой, состоялось открытие мемориальной доски в память о выпускнике школы, погибшем при выполнении воинского долга.

- Ежегодно в р.п. Тамала проходит турнир по боксу, памяти Героя России Романа Китанина[1]. Почетными гостями турнира были Николай Валуев, Роман Кармазин и Дмитрий Пирог.

- 29 июля 2016 года в р.п. Тамала были торжественно открыты бюсты Героев России, уроженцев Тамалинского района Пензенской области Романа Китанина и Марины Плотниковой[2].
- 22 сентября 2019 года почтой России была выпущена почтовая марка из серии «Герой Российской Федерации» с изображением Р. А. Китанина. К выпуску марки также были подготовлены конверты первого дня и штемпеля специального гашения для Москвы, Санкт-Петербурга и Пензы.